# 足利義兼

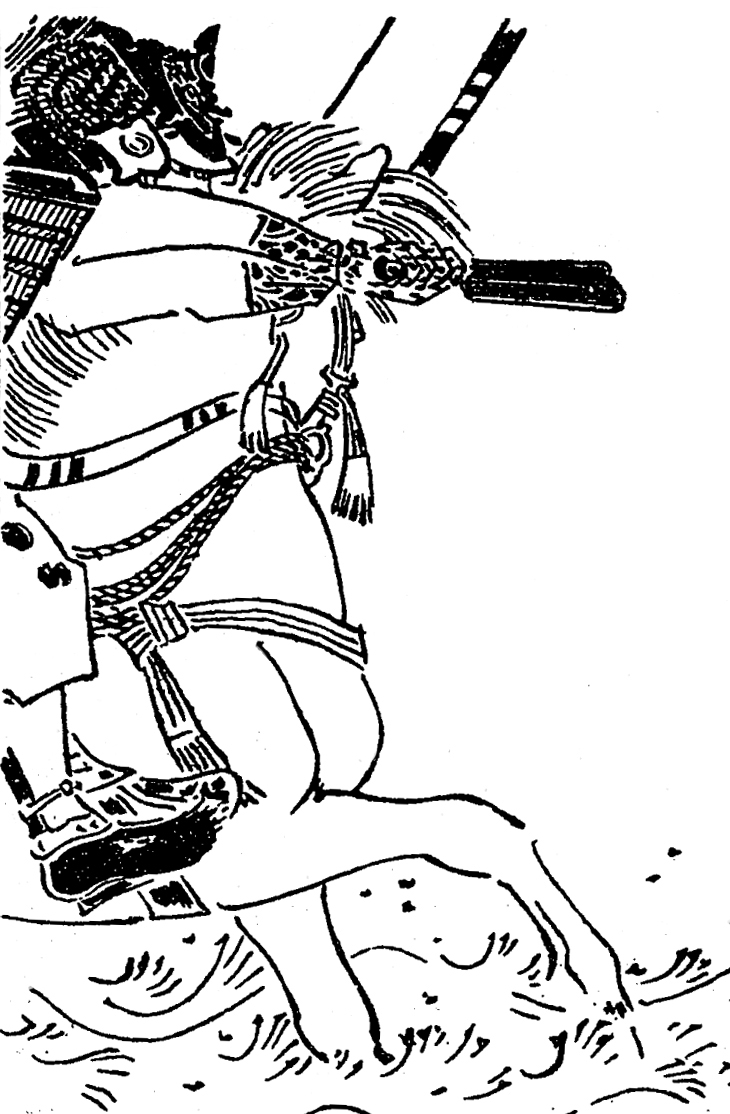
足利義兼
（菊池容斎画 『前賢故実』）

足利 義兼（あしかが よしかね）は、平安時代末期から鎌倉時代前期にかけての武将・御家人。足利宗家2代当主。室町幕府初代将軍・足利尊氏は昆孫に当たる。

## 生涯
幼い時に父・足利義康を亡くした義兼は、伯父・新田義重の軍事的庇護を受けていたとされる。
父・義康は、鳥羽上皇の北面の武士として京都におり、母は鳥羽上皇の后・美福門院に女房として仕えていた。保元2年（1157年）5月、父・義康が死去すると、義兼は下野国足利荘の権益を継ぎ、異母兄・義清は同荘の南隣にある簗田御厨を相続した（「久志本常辰反故集記」）。また、義兼は、義清と共に、鳥羽上皇と美福門院の子・八条院暲子内親王に蔵人（義清は判官代）として仕えた。
治承4年（1180年）8月、源頼朝が伊豆国で挙兵する。同年11月、頼朝が鎌倉に入り、翌月12月、大倉御所に移徙した際に義兼も供奉しており、これが史料上の初見となる。同年5月の以仁王の挙兵をきっかけに、兄・義清は平家方の詮索を避けるため簗田御厨に逃亡し、のちに源義仲と合流した。日常的に在京していた義兼は、義清によって足利荘の権益が脅かされる危険から、頼朝に帰順したと考えられる。
治承5年（1181年）2月、頼朝の命により、北条政子の妹・時子と結婚した。これにより、頼朝と義兄弟の関係になった。また、義兼の母と頼朝は従姉弟の関係にあり、この婚姻は両者の関係をさらに強めることになった。
元暦元年（1184年）5月、木曽義仲の遺児・義高残党の討伐において戦功を挙げた。その後、頼朝の弟・範頼に属して平氏を追討した功績により、頼朝の知行国であった上総国の国司（上総介）に推挙された。文治5年（1189年）の奥州合戦にも従軍。建久元年（1190年）に出羽国において奥州藤原氏の残党が挙兵すると（大河兼任の乱）、追討使としてこれを平定している。
文治元年（1185年）に任ぜられた上総介を4年後の頼朝の知行国返上まで務めるなど、頼朝の門葉として幕府において高い席次を与えられていた。しかし頼朝の地位が高まっていくと、御家人として幕下に組み込まれることとなった。
文治2年6月1日（1186年6月19日）、義兼が下野国足利郡、梁田郡の地頭に任じられた際、藤姓足利氏の足利（戸矢子）有綱と沙汰人の座を争って衝突、赤見山（栃木県佐野市赤見町）で勝利したとされる。
建久6年（1195年）3月に東大寺で出家し、義称（ぎしょう）と称した。頼朝近親の源氏一族が相次いで粛清されたための処世術であったと言われている。義兼の死後も岳父・北条時政の他の娘婿らが畠山重忠の乱に関与した疑いなどで次々と滅ぼされたが、足利氏は幕府内の地位を低下させながらも生き残った。
出家後は足利荘の樺崎寺に隠棲した。正治元年（1199年）3月8日に同寺において死去した後、同地に葬られた。生入定であったとも伝えられている。
現在の樺崎八幡宮本殿は、義兼の廟所である赤御堂である。鑁阿寺は、義兼が居館に建立した持仏堂を義氏の代に整備したものとされる。

## 系譜
- 父：源（足利）義康（1127年 - 1157年）
- 母：藤原季範の養女、藤原範忠（熱田大宮司）の娘
- 正室：北条時子 - 北条時政の娘
  - 三男：足利義氏 (1189年 - 1255年） - 3代当主
  - 女子：野田朝氏（熱田大宮司）室
- 生母不明の子女
  - 庶長子：足利義純（1175年 - 1210年） - 畠山氏・岩松氏・田中氏の祖
  - 次男：桃井義助（? - 1221年） - 桃井氏の祖
  - 女子：藤原親兼室
  - 女子：園田成実室
- 養子
  - 男子：足利義胤 - 桃井義助の子

父の義康は源義家の孫・義国の子で足利氏の祖となった。母は熱田大宮司藤原範忠の娘だが、祖父藤原季範の養女となった。藤原季範は頼朝の母由良御前の父でもあるため、義兼は父方でも母方でも頼朝と近い血縁関係にあった。治承5年（1181年）2月に頼朝の正室北条政子の妹・時子と結婚し、頼朝とさらに近い関係になったことも足利氏の嫡流を継いだ要素の一つと言える。
異母兄の義清・義長は庶子であったために、本拠の足利荘を嫡子の義兼に譲ったという。しかし、義清は祖父義国以来の根本所領簗田御厨を管理し所領としており、元々の家督継承者と見る説もある。義清・義長が治承・寿永の乱で木曽義仲の陣営に参じ、寿永2年（1183年）の水島の戦いで戦死したことから、頼朝を後ろ盾とする義兼が家督を継承したというものである。
長男・義純は遊女の子であったとも伝わる。大伯父の義重に新田荘で養育され、義重の孫来王姫を娶り時兼（岩松氏の祖）・時朝（田中氏の祖）を儲けた。後に義絶して畠山重忠の未亡人（北条時政の娘）を迎え、泰国（源姓畠山氏の祖）が生まれた。
次男・義助は上野国桃井郷を領地として城を築く。承久の乱で幕府方の将として戦死したが、遺児の義胤が桃井郷の地頭となり、桃井を苗字とした。子孫の桃井氏は室町幕府の草創期に活躍した。
足利氏の嫡流は正室所生の三男義氏が継ぎ、子孫に足利将軍家の他、吉良氏・今川氏・斯波氏・渋川氏・一色氏などが出た。なお、その内の一人今川貞世（了俊）は自著『難太平記』の中で、義兼は「（系譜上のまたいとこである源為朝に似て）身丈八尺もあり、力も勝れていた。実は為朝の子といい、義康が赤子の頃から育てた。世を憚って隠したのでこれを知る人はついになかった」と記している。

## 逸話
- 義兼の正室時子は侍女藤野が汲んできた生水を飲んだところ妊娠したような腹になり、これを足利忠綱（藤姓足利氏）と密通して身籠ったのだと藤野が讒言したことから、身の潔白を示すために自害し、その遺言どおりに遺体を改めると腹から大量の蛭が出てきたという「蛭子伝説」がある。
- 運慶作と伝わる光得寺（足利市）と、2008年3月に真如苑がニューヨークの競売で落札した大日如来像2体は、義兼の発願に拠るものとされ、義兼の出家の頃に刻まれたと見られている[12][13]。
- 足利学校の開設者については諸説あるが、義兼もそのひとりである。